# سيمون ارتشر
سيمون ارتشر (بالإنجليزية: Simon David Archer) هو لاعب كرة الريشة بريطاني، ولد في 27 يونيو 1973 في ورسستر في المملكة المتحدة.

## وصلات خارجية
- سيمون ارتشر على موقع BWF.tournamentsoftware.com (الإنجليزية)
- سيمون ارتشر على موقع BWFbadminton.com (الإنجليزية)
- سيمون ارتشر على موقع اللجنة الأولمبية الدولية (الإنجليزية)
- سيمون ارتشر على موقع أوليمبيديا (الإنجليزية)
- سيمون ارتشر على موقع اللجنة الأولمبية البريطانية (الإنجليزية)
- سيمون ارتشر على موقع اللجنة الأولمبية البريطانية (الإنجليزية)
- سيمون ارتشر على موقع اتحاد ألعاب الكومنولث (مؤرشف) (الإنجليزية)
- سيمون ارتشر على موقع دورة ألعاب الكومنولث 2006 (مؤرشف) (الإنجليزية)